# Paul Tesarek
Paul Tesarek (* 8. Oktober 1956 in Wien) ist ein österreichischer Fernsehmoderator. Bekannt wurde er als Chefredakteur des ORF Wien und Moderator der TV-Sendung Wien heute. 

## Leben
Paul Tesarek wuchs in Wien auf und absolvierte hier auch seine Schulausbildung. Im Jahre 1977 begann er an der Universität Wien ein Geschichtsstudium sowie ein Studium der Politikwissenschaft. Seine Studien schloss er 1984 mit einem Doktor der Philosophie ab. Noch im selben Jahr trat er in den Österreichischen Rundfunk ein, fungierte vier Jahre lang unter der Leitung von Peter Nidetzky als Redakteur beim ORF-Teletext und verbrachte danach ein Jahr in der Bundesländer-Redaktion. 1989 wechselte er ins ORF-Landesstudio Wien, wo er als Radio- und Fernsehnachrichtenredakteur tätig wurde. Am 18. Februar 1992 moderierte er erstmals die TV-Sendung Wien-heute, und im Februar 1999 stieg er zum Chefredakteur im Landesstudio Wien auf. In dieser Funktion leitete er die aktuelle Berichterstattung in Wien heute, Radio Wien und wien.ORF.at. Zusätzlich plante, leitete und moderierte er zahlreiche ORF-Sendungen im Rahmen der Berichterstattung über Landtags- und Nationalratswahlen. Nach mehr als 2.000 Wien heute-Sendungen moderierte er am 15. Juli 2020 seine letzte. Am 31. Dezember 2020 beendete er nach mehr als 36 Jahren seine Tätigkeit für den ORF. Am Ende dieses Jahres wurde Paul Tesarek von der Zeitschrift Österreichs Journalist als Wiener Journalist des Jahres 2020 ausgezeichnet. 
Seit Februar 2021 moderiert Tesarek die wöchentliche TV-Talk-Sendung Bei Tesarek auf www.wienerbezirksblatt.at und W24 - zunächst mit Gästen aus allen Bereichen, von Politik über Sport bis Kultur. Seit September 2022 lautet der Titel der halbstündigen Sendung Bei Tesarek im Rathaus. Gäste sind sämtliche Mitglieder der Wiener Stadtregierung, Partei-Chef:innen und alle Bezirksvorsteher:innen. Mittlerweile läuft bereits die dritte Staffel dieser Sendereihe.
Zusätzlich leitet Tesarek zahlreiche Medien Coachings für Menschen in hohen Führungspositionen, und er moderiert Veranstaltungen - von Podiumsdiskussionen über Symposien und Fachtagungen bis zu großen Jubiläums-Events. Beispiele: EU-Bürgerforen, Europäisches Forum Alpbach, Gesundheitstage der Stadt Wien, Tiroler Bautag, St.-Anna-Kinderkrebsforschung u. v. m. 
Am Ende der Amtszeit Michael Häupls als Bürgermeister von Wien veröffentlichte Tesarek die Biografie "Ich bin Bürgermeister und nicht Gott: Die Höhen und Tiefen der Ära Michael Häupl in Wien" im echo-Verlag. 